# 颱風柏加
台风柏加是1997年太平洋飓风季和台风季的最后一个热带气旋。系统于11月28日经夏威夷州西南方向较远处的低压槽发展而成，形成后总体保持向西移动，于12月7日进入西太平洋。柏加的强度在行进期间不断变化，于12月10日穿越马绍尔群岛期间达到台风标准。12月16日，柏加以风速每小时230公里强度袭击关岛和罗塔岛，然后继续增强，于12月18日在开放海域上空达到最高强度。接下来台风逐渐减弱，于12月23日完全消散。
马绍尔群岛最先受到台风柏加的冲击，当地降下暴雨，经济损失达8000万美元。柏加之后从关岛以北经过，狂风摧毁当地约1500幢建筑物，另有约1万套受损，导致5000人无家可归，風暴过后全岛停电，损失数额达5亿美元，气旋名称“柏加”因此除名。此外，这场台风还在北马里亚纳群岛引起轻度破坏，但與其他地区一样，没有报道表明柏加引致傷亡。

## 气象历史
随着北太平洋的天气格局从秋末向冬初转变，季风槽产生的对流也延伸到国际日期变更线以东。1997年11月下旬，赤道两边的两条低压槽发展出西向扰动天气，其中位于南半球的系统最终发展成热带气旋帕姆，位于北半球的系统则在夏威夷州西南方向约2000公里海域催生出对流区。这股扰动天气在向东北偏北飘移期间逐渐组织，于11月28日在帕迈拉环礁西北偏西方向约465公里洋面发展成1997年太平洋飓风季的第五号热带低气压。不过，中太平洋飓风中心在实际操作中要到12月2日才开始针对系统发布警报。
热带低气压继续向东北偏北飘移，但未能实现显著强化。12月1日，受北侧的强劲反气旋和向西越过国际日期变更线的高压脊影响，气旋转向西进。12月2日，中太平洋飓风中心根据卫星估算结果将位于约翰斯顿环礁东南偏南方向约1000公里处的低气压升级成热带风暴柏加。受所在海域普遍存在的高空云层影响，气象机构经常难以确定系统下层环流的位置。成为热带风暴后，柏加有两天时间几乎没有移动，然后再缓慢向西南偏西方向前进。由于水温较高，气旋稳步强化，于12月3日达到风速每小时105公里强度。次日，柏加因接触干燥空气而开始减弱，到12月6日时风速已降至热带风暴的最低标准并保持了约12小时。接下来气旋又开始增强，于12月7日以风力时速80公里强度穿越国际日期变更线进入西北太平洋。
随着柏加进入西北太平洋，警报职责相应由中太平洋飓风中心移交日本气象厅，后者起初估计气旋风速为每小时65公里。与此同时，联合台风警报中心也在非正式地为美国国防部承担警报职责。风暴经过国际日期变更线后继续增强，于12月7日晚到次日清晨期间保持在强烈热带风暴强度。但由于上层风切变增多，系统再度弱化。协调世界时12月9日中午12点，联合台风警报中心估计柏加的风速为每小时85公里，并且还会继续减弱。到12月10日时，气旋已进入马绍尔群岛海域，风切变开始减少，联合台风警报中心于当晚将柏加升级成台风。12月11日凌晨0点，日本气象厅估计柏加的风速达到每小时120公里，因此将其正式升级成台风。

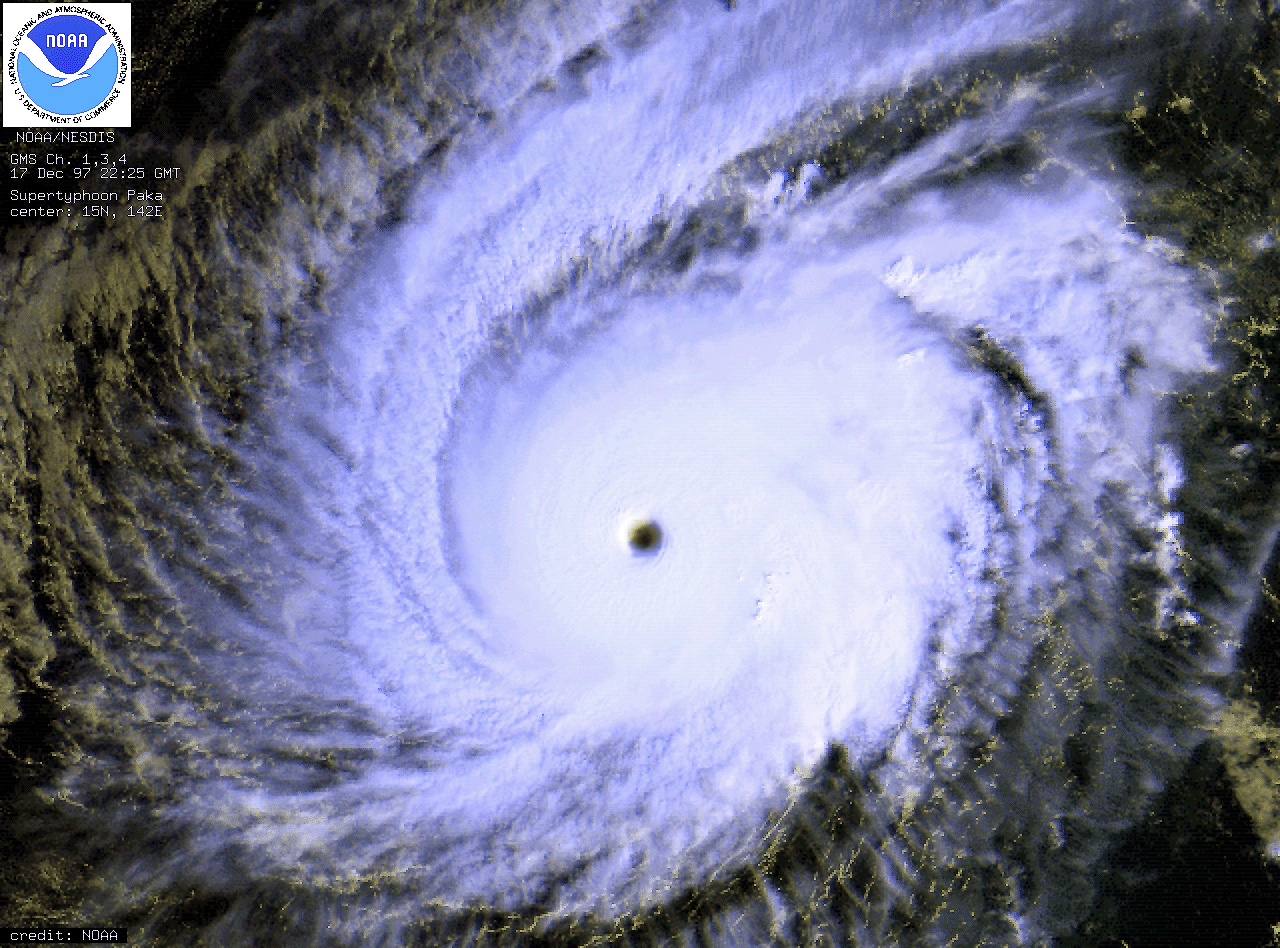
接近最高强度的超级台风柏加

达到台风强度后，风暴快速增强，其10分钟持续风速到12月12日时已达到每小时150公里，1分钟持续风速则为每小时215公里。接下来因移动速度提高，气旋一度减弱，但很快又恢复增强趋势，联合台风警报中心认为系统于12月14日中午12点在太平洋开放海域上空达到超级台风标准。与此同时，日本气象厅估计的10分钟持续风力时速为175公里。达到第一波强度高峰后，柏加在逼近南马里亚纳群岛的同时开始减弱，位于关岛的新一代多普勒气象雷达发现，风暴的主风眼墙直径为74公里，还有条支离破碎、直径约为19公里的内层风眼墙云系。此外，卫星图像还表明柏加的风眼内存在眼壁旋涡。风暴的移动速度减缓并重新强化，在此期间继续西进，其外围风眼墙的北部于12月16日早上5点30分从罗塔岛上空经过；20分钟后，内层风眼墙云系又从关岛北部上空经过。经过罗塔岛海峡期间，柏加的中心从关岛最北端以北约8公里处掠过，是风暴距该岛最近的一次。
经过马里亚纳群岛后，气旋继续稳步强化，于12月17日晚在关岛西北偏西方向约440公里洋面达到10分钟持续风速每小时185公里的最高强度。12月18日清晨，联合台风警报中心估计柏加达到1分钟持续风力时速295公里的最高强度。12月19日，风暴进入菲律宾大气地球物理和天文服务管理局预警责任区并获名“鹿宾”（Rubing）。此后不久，台风因行经海域风切变逐渐增多而开始稳步减弱，到12月21日时其风速已降至热带风暴标准，再于次日进一步降级成热带低气压，最终于12月23日完全消散。

## 防灾措施和影响

### 马绍尔群岛
台风经过马绍尔群岛前，伊拜岛上有数百位居民逃到更安全的建筑中躲避；柏加的威胁也促使密克罗尼西亚大陆航空公司中止当地航班进出。
12月10日，气旋以热带风暴强度从米利环礁和马久罗之间进入马绍尔群岛，再在增强成台风后于12月14日离开该群岛。风暴对多个岛屿构成影响，马久罗和瓜加林环礁测得的阵风时速超过75公里。短短6小时里，台风就在贾卢伊特环礁产生217毫米降水，并且30小时的总计降雨量达300毫米。强烈的海浪将多个低洼岛屿淹没，农作物也被盐水淹没。狂风和洪灾共同影响，对当地的香蕉、木瓜和柠檬树构成重创。风暴令埃林拉普拉普环礁70%的房屋受损，大部分椰子树也受到损伤或被刮倒。狂风还令伊拜岛大范围地区失去供电和电话服务。柏加没有在群岛造成人员伤亡，引起的损失数额估计为8000万美元。

### 关岛

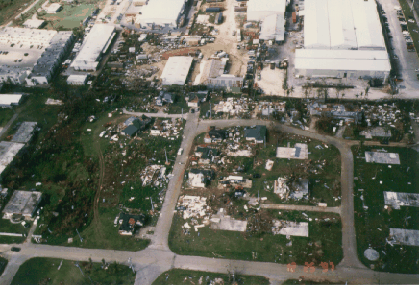
关岛所受破坏

美国国家气象局驻关岛办事处于12月14日发布台风观察预警，再于次日升级成台风警告。安东尼奥·汪帕特国际机场在风暴来袭期间关闭，只允许紧急航班起降。
风暴从关岛以北近海经过，该岛北部普遍遭遇狂风吹袭，但由于风力太强并且持续时间较长，具体风速数据缺乏足够的可靠记录。阿普拉港的一间气象站测得时速高达277公里的阵风，然后感应装置就因风向转至西南而损坏，这也是可靠记录中的最高风速数值。考虑到风向转至西南后变得更强，并且持续时间也更长，气象机构的官方估计数额将最强阵风时速定在297公里。此外，安德森空军基地记录下的最强阵风时速高达381公里，打破新罕布什尔州华盛顿山于1934年创下的372公里纪录，创下世界最高风速的新纪录。但经过之后在关岛开展的风速调查，气象学家认为这一数据并不可靠。由于微压计并不像风速计那样暴露在外，因此岛上测得的气压数值相对可靠，最低读数为安德森空军基地记录的948毫巴（百帕，27.99英寸汞柱）。前后两天时间里，气旋在关岛北部降下多达533毫米雨量，相当于该岛月度降水总量的89%。关岛北部海岸沿线的海浪高达11米。
共计有约5000人因这场台风流离失所。此外，估计还有30%至40%的公共建筑遭受重大破坏。岛上采用钢筋混凝土修筑的楼房破坏程度较轻，相比之下，采用轻金属框架的建筑物被毁的比例要高得多。首府阿加尼亚附近的大型旅游酒店整体所受影响很小，基本上只有窗户破损或发电机受损。

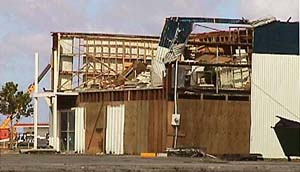
阿加尼亚一家受损的商户

台风过去后，岛上陷入全面停电，主要电力传输和配电系统所受破坏估计价值达1600万美元。关岛25%的家庭在风暴过后停水。由于大部分电话线路埋在地下，岛上电话服务总体保持正常。关岛北部部分沿岸公路被强烈的海岸冲毁，部分路段因此临时封闭。海浪还阿普拉港的海堤，令港口道路和基础设施受损，许多船只的泊绳被扯断，船也被冲到岸上。狂风还导致安东尼奥·汪帕特国际机场的灯光和一个雷达系统受损，不过大部分机场设施的损伤程度很轻。安德森空军基地遭到重创，有数以百计的树木导致，许多设施受损。整个关岛所受破坏估计价值达5亿美元，约有100人受伤，但岛上没有人员遇难。

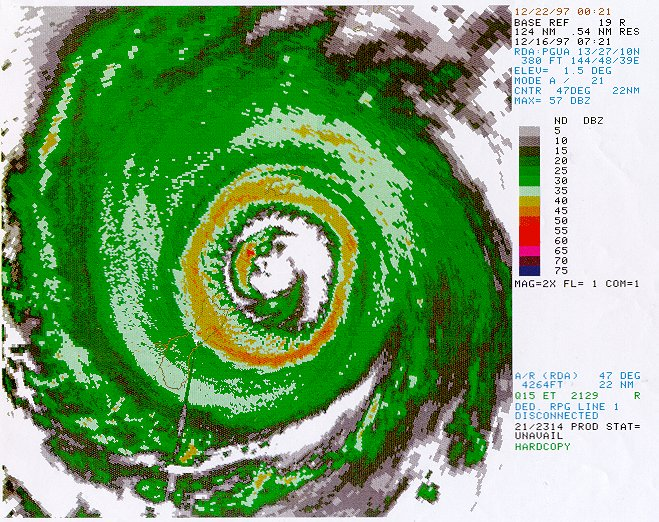
关岛的新一代多普勒气象雷达测得的台风柏加图像

### 北马里亚纳群岛
12月14日，罗塔岛、天宁岛和塞班岛接获台风观察预警，再于次日升级成台风警告。柏加从罗塔岛以南经过时正在增强，岛上起初风向为东北，之后转为东风，并且东风比东北风更强。岛上持续风速达每小时145公里，阵风时速185公里。岛上山区许多树木的树叶脱落，给特有濒危物种马里亚纳绣眼鸟的筑巢和觅食造成困难。台风从该岛南面经过期间降下250至300毫米雨量，全岛共计遭受了价值440万美元的损失。风暴还令塞班岛的降水超出正常水平。

## 善后
台风离开马绍尔群岛的埃林拉普拉普环礁后，当地居民因农作物受损及缺少降雨而面临严重的食物短缺。专家估计，当地动物种群需要十年以上时间才能全面恢复。受农作物缺失的影响，政府曾考虑将岛上居民大规模撤离。当地官员向美国联邦紧急事务管理局请求援助，该岛于1998年3月20日成为灾区，以便动用应急资金。
1997年12月17日，比尔·克林顿总统宣布关岛为联邦灾区，令其有资格获得联邦援助。一个星期后，北马里亚纳群岛也经宣告成为灾区。联邦紧急事务管理局之后一共收到1万4770份关岛居民提出的个人援助申请，并向他们提供了共计超过2700万美元的援助金。整个关岛都在风暴过后停电，但供水和污水处理系统直接受到的影响很小。岛上大部分地区在柏加过后数天内就开始依靠发电机抽水。安东尼奥·汪帕特国际机场从台风过去一天后就开始向部分日间航班开放，整个机场在气旋过去一周后已完全开放。

### 除名
由于台风柏加造成的严重破坏，中太平洋飓风中心于2006年4月向世界气象组织请求将风暴名称“柏加”代替，之后用于取代的新名称是“帕马”（Pama）。